# Željka Cvijanović
Željka Cvijanović, née Grabovac le 2 août 1967 à Teslić, est une femme politique bosnienne. Elle est membre du collège présidentiel de Bosnie-Herzégovine depuis 2022, qu'elle préside à deux reprises.

## Biographie

### Études
Željka Grabovac étudie à la faculté de philosophie de Sarajevo puis à la faculté de philosophie et de droit de l'université de Banja Luka. Elle ressort diplômée d'un master en droit diplomatique et consulaire, ayant travaillé sur le thème du « statut international et juridique de l'Union européenne ». Elle devient par la suite professeur de langue et de littérature anglaise.
Elle travaille également comme professeur d'anglais et comme interprète pour la mission d'observation de l'Union européenne en Bosnie-Herzégovine. Par la suite, elle est consultante pour l'intégration européenne et la coopération avec les organisations internationales du président du gouvernement de la république serbe de Bosnie, Milorad Dodik. Elle devient chef de cabinet du président du gouvernement et dirige l'unité de coordination et d'intégration européenne.

### Débuts en politique
Au cours de la législature 2010-2014, elle est membre de la commission de l'intégration européenne et de la coopération régionale de l'Assemblée nationale de la république serbe de Bosnie. Le 29 décembre 2010, elle est nommée ministre de l'Économie et de la Coopération régionale au sein du gouvernement, sous la direction du président du gouvernement Aleksandar Džombić puis, le 12 mars 2013, au poste de présidente du gouvernement de la République par le président Milorad Dodik, faisant d'elle la première femme à occuper ce poste. 

### Candidature à la présidence bosnienne
Aux élections présidentielles bosniennes de 2014, elle se porte candidate pour le poste de membre serbe de la présidence collégiale de la Bosnie-Herzégovine, pour la coalition SNSD-DNS-SP RS mais perd face au candidat Mladen Ivanić (RS-SDS). Željka Cvijanović est tout de même reconduite dans ses fonctions de présidente du gouvernement au sein du 15e gouvernement de la république serbe de Bosnie,,.

### Présidence de la république serbe de Bosnie
Le 7 octobre 2018, elle est élue présidente de la république serbe de Bosnie lors des élections générales de 2018, au cours desquelles son parti, l'Alliance des sociaux-démocrates indépendants, arrive en tête aux élections législatives de l'Assemblée nationale de la république serbe de Bosnie et son candidat à la présidence bosnienne Milorad Dodik est élu.
La fin de son mandat est marquée par la volonté du gouvernement de la république serbe de Bosnie mené au niveau fédéral par Milorad Dodik d'avoir plus d'autonomie et de récupérer des compétences transférées au gouvernement fédéral comme l'armée, la justice et les finances. 

### Membre de la présidence bosnienne
Le 2 octobre 2022, elle est élue membre de la présidence collégiale bosnienne et entre en fonction le 16 novembre suivant ; elle en prend la présidence pour huit mois. Elle est de nouveau présidente entre le 16 novembre 2024 et le 16 juillet 2025.

## Famille
Elle est mariée à Aleksandar Cvijanović, avec qui elle a deux fils. Son père était un Serbe de Bosnie et sa mère une Croate de Bosnie.